# Anna Maria del Palatinato-Simmern
Anna Maria del Palatinato (Heidelberg, 24 luglio 1561 – Eskilstuna, 29 luglio 1589) fu una nobile palatina e duchessa di Södermanland dal 1579.

## Biografia

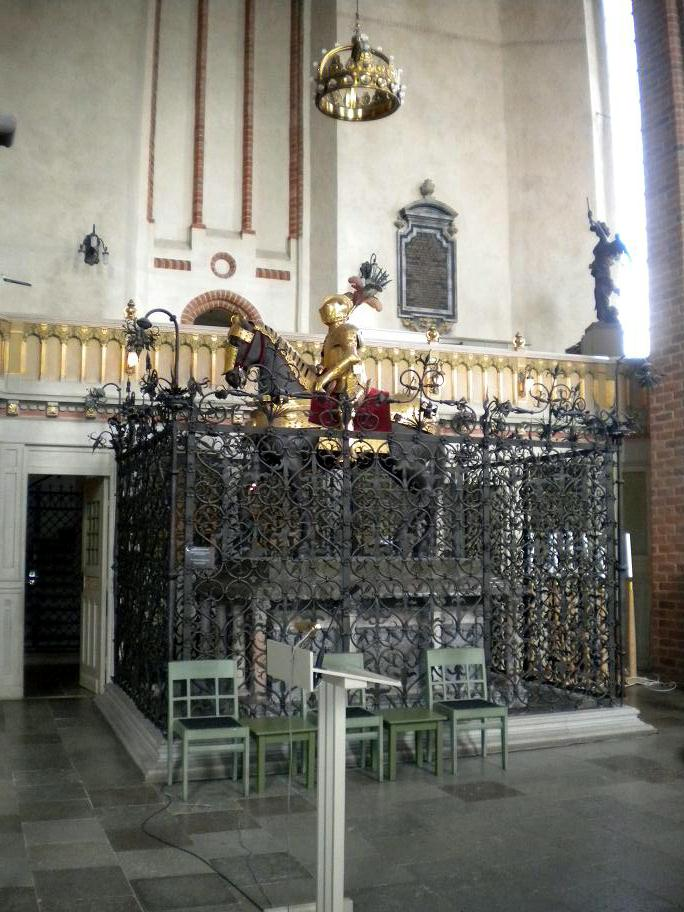
Nella cattedrale di Strängnäs vennero sepolti Anna Maria e alcuni figli. Non si conoscono opere raffiguranti la regina.

Anna Maria era la figlia di Ludovico VI del Palatinato, e di sua moglie Elisabetta d'Assia.

### Matrimonio
Nell'aprile del 1578, il principe svedese Carlo, duca di Södermanland, visitò la sua città natale, Heidelberg. Il duca si era difatti recato in Germania per scegliere una sposa adatta tra le principesse protestanti. Maria fu educata ad essere un'ardente luterana, e la sua religione e la sua educazione secondo i principi della Confessione di Augusta fu uno dei motivi per cui fu scelta da Carlo. Suo padre accettò la proposta di matrimonio a condizione che le fosse garantito il diritto di esercitare la sua fede in Svezia, che era allora governata dal fratello di Carlo, Giovanni III, noto per le sue simpatie cattoliche.
Il matrimonio ebbe luogo a Heidelberg l'11 maggio 1579. Anna Maria viene descritta come una donna molto sottile e dai lunghi capelli ramati, sempre malaticcia e di debole costituzione. Il loro matrimonio fu tuttavia considerato felice e Carlo divenne molto legato alla moglie calvinista, che rafforzò le tendenze riformate del clero svedese. Fu considerata una persona mite e giusta, che riusciva sempre a placare lo spirito ardente del marito.
Lasciarono la Germania a luglio e, nel settembre 1579, Maria ricevette il giuramento di lealtà dai sudditi nelle terre di Gripsholm, Tynnelsö e Rävsnäs, nella città di Strängnäs con le parrocchie di Åkers, Selebo e Daga, nonché Överenhörna e Ytterenhörna.

### Morte
Anna Maria morì il 29 luglio 1589 nel palazzo di Eskilstuna dopo una lunga malattia. Fu sepolta nella cattedrale di Strängnäs. Non divenne mai regina visto che morì prima dell'incoronazione del marito. Anna Maria non riuscì a dare a Carlo l'erede al trono, che arrivò invece dal secondo matrimonio con Cristina di Holstein-Gottorp. L'unica figlia che le sopravvisse fu Caterina che avrebbe sposato nel 1615 Giovanni Casimiro di Zweibrücken.
La città di Mariestad, fondata nel 1583, e la tenuta reale di Marieholm persero il suo nome.

## Discendenza
Anna Maria e Carlo ebbero sei figli:
- Margherita Elisabetta (24 settembre 1580-26 agosto 1585);
- Elisabetta Sabina (12 marzo 1582-6 luglio 1585);
- Ludovico ([17 marzo 1583-26 maggio 1583);
- Caterina (10 novembre 1584-3 dicembre 1638);
- Gustavo (12 giugno 1587-4 dicembre 1587);
- Maria (18 dicembre 1588-24 aprile 1589).

## Ascendenza
|                                      |                          |                                      | Genitori                              |  |  | Nonni |  |  | Bisnonni                              |  |  | Trisnonni                             |  |
|                                      |                          |                                      |                                       |  |  |       |  |  | 8. Giovanni II del Palatinato-Simmern |  |  | 16. Giovanni I del Palatinato-Simmern |  |
|                                      |                          |                                      |                                       |  |  |       |  |  | 8. Giovanni II del Palatinato-Simmern |  |  | 16. Giovanni I del Palatinato-Simmern |  |
|                                      |                          | 17. Giovanna di Nassau-Saarbrücken   |                                       |  |  |       |  |  | 8. Giovanni II del Palatinato-Simmern |  |  |                                       |  |
| 4. Federico III del Palatinato       |                          |                                      |                                       |  |  |       |  |  | 8. Giovanni II del Palatinato-Simmern |  |  |                                       |  |
|                                      |                          | 9. Beatrice di Baden                 | 18. Cristoforo I di Baden             |  |  |       |  |  |                                       |  |  |                                       |  |
|                                      |                          | 9. Beatrice di Baden                 | 18. Cristoforo I di Baden             |  |  |       |  |  |                                       |  |  |                                       |  |
|                                      |                          | 9. Beatrice di Baden                 | 19. Ottilia di Katzenelnbogen         |  |  |       |  |  |                                       |  |  |                                       |  |
| 2. Ludovico VI del Palatinato        |                          | 9. Beatrice di Baden                 |                                       |  |  |       |  |  |                                       |  |  |                                       |  |
|                                      |                          | 10. Casimiro di Brandeburgo-Bayreuth | 20. Federico I di Brandeburgo-Ansbach |  |  |       |  |  |                                       |  |  |                                       |  |
|                                      |                          | 10. Casimiro di Brandeburgo-Bayreuth | 20. Federico I di Brandeburgo-Ansbach |  |  |       |  |  |                                       |  |  |                                       |  |
|                                      |                          | 10. Casimiro di Brandeburgo-Bayreuth | 21. Sofia di Polonia                  |  |  |       |  |  |                                       |  |  |                                       |  |
| 5. Maria di Brandeburgo-Kulmbach     |                          | 10. Casimiro di Brandeburgo-Bayreuth |                                       |  |  |       |  |  |                                       |  |  |                                       |  |
|                                      |                          | 11. Susanna di Baviera               | 22. Alberto IV di Baviera             |  |  |       |  |  |                                       |  |  |                                       |  |
|                                      |                          | 11. Susanna di Baviera               | 22. Alberto IV di Baviera             |  |  |       |  |  |                                       |  |  |                                       |  |
|                                      |                          | 11. Susanna di Baviera               | 23. Cunegonda d'Austria               |  |  |       |  |  |                                       |  |  |                                       |  |
| 1. Anna Maria del Palatinato-Simmern |                          | 11. Susanna di Baviera               |                                       |  |  |       |  |  |                                       |  |  |                                       |  |
|                                      | 12. Guglielmo II d'Assia | 24. Ludovico II d'Assia              |                                       |  |  |       |  |  |                                       |  |  |                                       |  |
|                                      | 12. Guglielmo II d'Assia | 24. Ludovico II d'Assia              |                                       |  |  |       |  |  |                                       |  |  |                                       |  |
|                                      | 12. Guglielmo II d'Assia | 25. Matilde di Württemberg-Urach     |                                       |  |  |       |  |  |                                       |  |  |                                       |  |
| 6. Filippo I d'Assia                 | 12. Guglielmo II d'Assia |                                      |                                       |  |  |       |  |  |                                       |  |  |                                       |  |
|                                      |                          | 13. Anna di Meclemburgo-Schwerin     | 26. Magnus II di Meclemburgo-Schwerin |  |  |       |  |  |                                       |  |  |                                       |  |
|                                      |                          | 13. Anna di Meclemburgo-Schwerin     | 26. Magnus II di Meclemburgo-Schwerin |  |  |       |  |  |                                       |  |  |                                       |  |
|                                      |                          | 13. Anna di Meclemburgo-Schwerin     | 27. Sofia di Pomerania-Wolgast        |  |  |       |  |  |                                       |  |  |                                       |  |
| 3. Elisabetta d'Assia                |                          | 13. Anna di Meclemburgo-Schwerin     |                                       |  |  |       |  |  |                                       |  |  |                                       |  |
|                                      |                          | 14. Giorgio di Sassonia              | 28. Alberto III di Sassonia           |  |  |       |  |  |                                       |  |  |                                       |  |
|                                      |                          | 14. Giorgio di Sassonia              | 28. Alberto III di Sassonia           |  |  |       |  |  |                                       |  |  |                                       |  |
|                                      |                          | 14. Giorgio di Sassonia              | 29. Sidonia di Boemia                 |  |  |       |  |  |                                       |  |  |                                       |  |
| 7. Cristina di Sassonia              |                          | 14. Giorgio di Sassonia              |                                       |  |  |       |  |  |                                       |  |  |                                       |  |
|                                      |                          | 15. Barbara Jagellona                | 30. Casimiro IV di Polonia            |  |  |       |  |  |                                       |  |  |                                       |  |
|                                      |                          | 15. Barbara Jagellona                | 30. Casimiro IV di Polonia            |  |  |       |  |  |                                       |  |  |                                       |  |
|                                      |                          | 15. Barbara Jagellona                | 31. Elisabetta d'Asburgo              |  |  |       |  |  |                                       |  |  |                                       |  |
|                                      |                          | 15. Barbara Jagellona                |                                       |  |  |       |  |  |                                       |  |  |                                       |  |